# Elasticità di output
L'elasticità di output (in inglese output elasticity) è nell'economia della produzione quel particolare tipo di elasticità che lega la variazione dei fattori di produzione alle variazioni della produzione.
L'elasticità di output di un fattore di produzione è in particolare uguale alla variazione percentuale dell'output generata da un incremento percentuale unitario dell'input stesso. In termini formali, data una funzione di produzione del tipo:
{\displaystyle \ Q=f(\mathbf {x} )}
dove Q è l'output e x è il vettore degli input in termini fisici, l'elasticità di output dell'input i-esimo (xi) è data da:
{\displaystyle \ \varepsilon _{i}={\frac {\partial f(\mathbf {x} )}{\partial x_{i}}}{\frac {x_{i}}{f(\mathbf {x} )}}={\frac {\partial \log f(\mathbf {x} )}{\partial \log x_{i}}}}
La somma delle elasticità di output dei singoli fattori dà l'elasticità di scala:
{\displaystyle \ \varepsilon =\sum _{i}{\frac {\partial f(\mathbf {x} )}{\partial x_{i}}}{\frac {x_{i}}{f(\mathbf {x} )}}}
Laddove poi si assuma la costanza dei rendimenti di scala della funzione di produzione (ε=1) e si ipotizzi che ogni fattore venga remunerato in base alla sua produttività marginale, l'elasticità di output dei fattori risulta uguale alla quota del prodotto che viene loro attribuita. Così, indicando con {\displaystyle w_{i}} il saggio di remunerazione in termini fisici del fattore i-esimo, avremo che:
{\displaystyle \ \varepsilon _{i}={\frac {\partial Q}{\partial x_{i}}}{\frac {x_{i}}{Q}}={\frac {w_{i}x_{i}}{Q}}}